# Ratpenat frugívor de Sulawesi
El ratpenat frugívor de Sulawesi (Rousettus celebensis) és una espècie de ratpenat de la família dels pteropòdids. És endèmic d'Indonèsia. El seu hàbitat natural són els boscos a altituds de fins a 1.400 msnm, tot i que també viu a jardins i espais oberts. Està amenaçat per la caça, la desforestació i l'activitat espeleològica.